# Ptocasius umbellulatus
Espèce
Ptocasius umbellulatus est une espèce d'araignées aranéomorphes de la famille des Salticidae.

## Distribution
Cette espèce est endémique du Yunnan en Chine,. Elle se rencontre dans les xians de Gongshan, de Fugong, de Lushui, de Tengchong et de Longling.

## Description
La femelle holotype mesure 5,80 mm.

## Systématique et taxinomie
Cette espèce a été décrite par Yang et Peng en 2023.

## Publication originale
- Yang & Peng, 2023 : « A review of the Ptocasius Simon, 1885 spiders of Gaoligong Mountains, China (Araneae: Salticidae). » European Journal of Taxonomy, vol. 903, p. 1-61 (texte intégral).